# Rödnäbbad duva
Rödnäbbad duva (Patagioenas flavirostris) är en huvudsakligen centralamerikansk fågel i familjen duvor inom ordningen duvfåglar.

## Utseende och läte
Rödnäbbad duva är en medelstor till stor duva med en kroppslängd på 30-37 cm. Den är huvudsakligen vinröd, brunare på ryggen och med grått på stjärten, nedre delen av buken och vingpennorna. Näbben är vit men röd vid roten, liksom ben och ögon. Ungfågeln är mattare än den adulta och fjäderdräkten är bruntonad. Lätet är ett högljutt "kuk k'k'koooo" som levereras i serier.

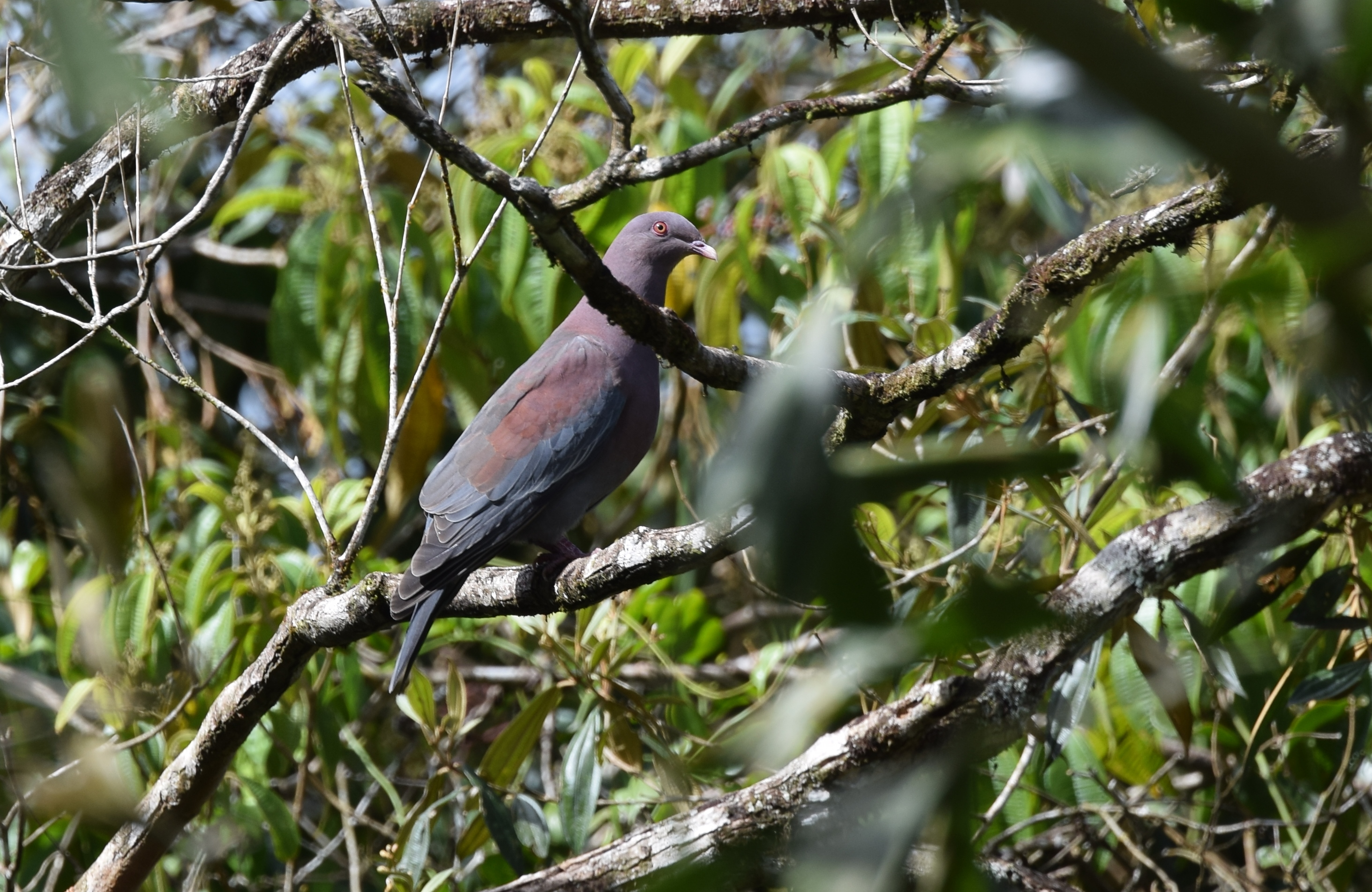
Rödnäbbad duva i Costa Rica.

## Utbredning och systematik
Rödnäbbad duva förekommer huvudsakligen i Centralamerika, men också in i alla sydligaste Texas i USA. Den delas in i fyra underarter med följande utbredning:
- Patagioenas flavirostris flavirostris – förekommer från södra Texas (Rio Grande Valley) till östra Costa Rica
- Patagioenas flavirostris restricta – förekommer i västra Mexiko (södra Sonora-öknen i Sinaloa
- Patagioenas flavirostris madrensis – förekommer på Islas Marías utanför västra Mexiko
- Patagioenas flavirostris minima – förekommer i lågland i Costa Rica (regionen Gulf of Nicoya)

### Släktestillhörighet
Tidigare inkluderades arterna Patagioenas i Columba, men genetiska studier visar att de amerikanska arterna utgör en egen klad, där Gamla världens arter står närmare släktet Streptopelia.

## Levnadssätt
Rödnäbbad duva hittas i öppet landskap med enstaka träd, öppningar i skog och jordbruksmarker från havsnivån till 2100 meters höjd. Den ses vanligen ensam eller i par och formar sällan flockar. Fågeln födosöker på marken, på jakt efter ekollon, bär och knoppar. Boet av kvistar placeras fyra till 25 meter upp i ett träd, vanligen på en horisontell gren eller i en palmkrona. Den lägger ett enda vitt ägg.

## Status och hot
Arten har ett stort utbredningsområde och en stor population, men tros minska i antal, dock inte tillräckligt kraftigt för att den ska betraktas som hotad. IUCN kategoriserar därför arten som livskraftig (LC). Världspopulationen uppskattas till två miljoner vuxna individer.